# Splitski nogometni podsavez
La Splitski nogometni podsavez fu la sottofederazione calcistica di Spalato, una delle 15 in cui era diviso il sistema calcistico del Regno di Jugoslavia.. La dicitura della sottofederazione veniva abbreviata in SNP, o talvolta anche in SpNP, per distinguerla da quella di Sarajevo.
La sottofederazione spalatina venne fondata il 7 marzo 1920 a Spalato al "Hrvatski dom" e copriva i territori della Dalmazia e del Montenegro (quest'ultimo fino al 1930, quando nacque la Cetinjski nogometni podsavez).

I primi 12 club iscritti erano:
- NK Mogren
- JNK Orkan Dugi Rat
- NK Junak Sinj
- RNK Rad Sinj
- JNK Borac Split
- JNK Hajduk Split
- JSNK Jug Split
- RNK Split
- JNK Uskok Split
- JNK Kosovo Vranjic
- JNK Trogir
- JNK Komita Omiš

I presidenti della SNP furono:
- 1920 - 1921 Vladimir Šore
- 1921 - 1922 Fabjan Kaliterna
- 1922 - 1928 Bogomil Doležal
- 1928 - 1933 Milivoj Dobrić
- 1933 - 1934 Fabjan Kaliterna
- 1934 - 1935 Ivan Ivačić
- 1935 - 1939 Petar Nisiteo
- 1939 - 1940 Miko Milić
- 1940 - 1941 Mihovil Pilić
- 1941 - ? Ernest Heckman

## Albo d'oro
| Stagione       | Vincitore | Classifiche | Classifiche |
| -------------- | --- | --- | --- |
| 1920           | Jug Spalato | 1. razred | Jug Spalato 7, Hajduk 6, Uskok 5, Split 2, Borac 0                                                                                                |
| 1920-21        | Hajduk | 1. razred | Hajduk 16, Jug 12, Borac 5, Split 5, Uskok 0 |
| 1921           | Hajduk | 1. razred | Hajduk 6, Borac 4, Uskok 2, Split 0 |
| 1921-22        | Hajduk | 1. razred | Hajduk 12, Borac 6, Uskok 4, Split 2 |
| 1922-23        | Hajduk | 1. razred | Hajduk 12, Split 6, Borac 5, Ukok 1 |
| 1922-23        | Hajduk | Finale provincia | Crnogorac–GOŠK Gruž 1–2 e 3–0 |
| 1923-24        | Hajduk | 1. razred | Hajduk 10, JSK 5, Borac 3, Uskok 0 |
| 1923-24        | Hajduk | Finale provincia | Jug Dubrovnik–Crnogorac 1–0 |
| 1923-24        | Hajduk | Finalissima | Hajduk–Jug Dubrovnik 3–0 |
| 1924-25        | Hajduk | 1. razred | Hajduk 8, Uskok 2, Borac 2. Finale: Hajduk–Junak Sinj 7–0                                                                                         |
| 1924-25        | Hajduk | Finale provincia | GOŠK Gruž–Lovćen 8–1 |
| 1924-25        | Hajduk | Finalissima | Hajduk–GOŠK Gruž 9–0 |
| 1925-26        | Hajduk | 1. razred | Hajduk 8, Borac 4, Uskok 0. Finale: Hajduk–Junak Sinj 7–0                                                                                         |
| 1925-26        | Hajduk | Finale provincia | Balšić–GOŠK Gruž 3–0 |
| 1925-26        | Hajduk | Finalissima | Hajduk–Balšić 3–0 |
| 1926-27        | Hajduk | 1. razred | Hajduk 14, Borac 8, Aurora 7, Amater 3, Uskok 0. Finale: Hajduk–Komita Omiš 6–0                                                                   |
| 1926-27        | Hajduk | Finale provincia | Jug Dubrovnik–Lovćen 2–0 |
| 1926-27        | Hajduk | Finalissima | Hajduk–Jug Dubrovnik 6–0 |
| 1927-28        | Hajduk | 1. razred | Hajduk 16, Borac 12, Dalmacija 6, HAŠK 4, Komita Omiš 2                                                                                           |
| 1927-28        | Hajduk | Finale provincia | Crnogorac–GOŠK Gruž 3–0 |
| 1927-28        | Hajduk | Finalissima | Hajduk–Crnogorac 3–0 |
| 1928-29        | Hajduk | Splitska župa | Finale: Hajduk–Komita Omiš 3–0 |
| 1928-29        | Hajduk | Finale provincia | Orjen Tivat–GOŠK Gruž 3–0 |
| 1928-29        | Hajduk | Finalissima | Hajduk–Orjen Tivat 7–0 |
| Autunno 1929   | Hajduk | Finale provincia | Orjen Tivat–Crnogorac ? |
| Autunno 1929   | Hajduk | Finalissima | Hajduk–Orjen Tivat 7–0 |
| Primavera 1930 | Hajduk | Finale provincia | Balšić–Orjen Tivat 3–0 |
| Primavera 1930 | Hajduk | Finalissima | Hajduk–Balšić 3–0 |
| Autunno 1930   | — | Finale provincia | Balšić–Orjen Tivat 1–0 |
| Autunno 1930   | — | Finalissima | Non viene disputata perché l'Hajduk è andato in tournée in Sud America mentre i club del Montenegro sono confluiti nella neonata sottofederazione |
| 11.03.1931     | Le squadre della banovina della Zeta si staccano dalla sottofederazione spalatina e nasce la Cetinjski nogometni podsavez. | Le squadre della banovina della Zeta si staccano dalla sottofederazione spalatina e nasce la Cetinjski nogometni podsavez. | Le squadre della banovina della Zeta si staccano dalla sottofederazione spalatina e nasce la Cetinjski nogometni podsavez.                        |
| Primavera 1931 | JŠK Spalato | Finale | JŠK Spalato–Zmaj Makarska 3–1 |
| 1931-32        | Hajduk | 1. razred | Hajduk 12, Dalmatinac 5, Aurora 3, JŠK 2, Viktorija 2                                                                                             |
| 1931-32        | Hajduk | Finale provincia | Zmaj Makarska–GOŠK K. Gomilica 1–0 |
| 1931-32        | Hajduk | Finalissima | Hajduk–Zmaj Makarska 4–1 |
| 1932-33        | JRŠK Spalato | 1. razred | JRŠK 9, Vuk 7, Solin 2, Orijent 0 |
| 1932-33        | JRŠK Spalato | Finale provincia | GOŠK K. Gomilica–GOŠK Dubrovnik 3–0 |
| 1932-33        | JRŠK Spalato | Finalissima | JRŠK Spalato–GOŠK K. Gomilica 5–2 |
| 1933-34        | Vuk Spalato | 1. razred | Vuk 12, AŠK 10, Solin 2. Orijent ritirato |
| 1933-34        | Vuk Spalato | Finale provincia | Avia Kaštel Stari–Orkan Dugi Rat 3–4 e 4–1 |
| 1933-34        | Vuk Spalato | Finalissima | Vuk–Avia Kaštel Stari 2–1 |
| 1934-35        | Osvit Šibenik | 1. razred | Vuk 6, JRŠK 6, AŠK 0. Spareggio: Vuk–JRŠK 3–1 |
| 1934-35        | Osvit Šibenik | Finale provincia | Osvit Šibenik–Solin 4–1 e 0–2 |
| 1934-35        | Osvit Šibenik | Finalissima | Osvit Šibenik–Vuk 3–3 e 1–0 |
| 1935-36        | Hajduk | 1. razred | Hajduk 20, Osvit Šibenik 14, AŠK 10, Vuk 8, Solin 5, JRŠK 3                                                                                       |
| 1935-36        | Hajduk | Finale provincia | Dinara Knin–Orkan Dugi Rat 6–1 e 1–3 |
| 1935-36        | Hajduk | Finalissima | non disputata |
| 1936-37        | Osvit Šibenik | 1. razred | Osvit Šibenik 21, Vuk 19, JRŠK 15, Solin 5, Nada 4                                                                                                |
| 1937-38        | JRŠK Spalato | 1. razred | JRŠK 10, Majstor s mora 9, Nada 3, Osvit Šibenik 2                                                                                                |
| 1938-39        | JRŠK Spalato | 1. razred | JRŠK 17, Majstor s mora 17, AŠK 10, Građanski Dubrovnik 10, Nada 5, Osvit Šibenik 4                                                               |
| 1939-40        | Građanski Šibenik | I gruppo | AŠK 10, Val Donji Kašteli 7, Majstor s mora 6, Nada 1                                                                                             |
| 1939-40        | Građanski Šibenik | Finalissima | Građanski Šibenik–AŜK Spalato 3–1 e 4–3 |
| 1940-41        | — | Campionato interrotto a causa della guerra.                                                                                | Campionato interrotto a causa della guerra. |

### Titoli per squadra
L'Hajduk Spalato ha vinto tutte le edizioni cui ha partecipato, eccetto la prima, nel 1920.
| Squadra        | Altri nomi     | Vittorie | Anni vittorie |
| -------------- | -------------- | -------- | --- |
| Hajduk Spalato |                | 14       | 1920-21, 1921, 1921-22, 1922-23, 1923-24, 1924-25, 1925-26, 1926-27, 1927-28, 1928-29, autunno 1929, primavera 1930, 1931-32, 1935-36 |
| RNK Spalato    | Jug, JŠK, JRŠK | 5        | 1920, primavera 1931, 1932-33, 1937-38, 1938-39                                                                                       |
| Osvit Šibenik  | Građanski      | 3        | 1934-35, 1936-37, 1939-40 |
| Vuk            | Majstor s mora | 1        | 1933-34 |